# Yeo Bum-kyu
Yeo Bum-kyu (Corea del Sur; 24 de junio de 1962) es un exfutbolista y entrenador de fútbol de Corea del Sur que jugaba en la posición de centrocampista.

## Carrera

### Club
Jugó toda su carrera profesional con el Daewoo Royals de 1986 a 1992 con el que anotó 11 goles en 141 partidos y fue campeón nacional en dos ocasiones.

### Selección nacional
Jugó para Corea del Sur en 7 ocasiones de 1985 a 1989 y anotó un gol, participó en la Copa Asiática 1988 y los Juegos Olímpicos de Seúl 1988.

### Entrenador
| Periodo   | Club                         |
| --------- | ---------------------------- |
| 1995–2001 | Chunnam Dragons              |
| 2003      | Gwangyang Jechul High School |
| 2006      | Gwangyang Jechul High School |
| 2007–2010 | Hyundai High School          |
| 2013      | Gwangju FC                   |

## Palmarés
- K League (2): 1987, 1991